# Elezioni federali in Canada del 1984
Le elezioni federali in Canada del 1984 si tennero il 4 settembre per il rinnovo della Camera dei comuni.

## Risultati
| Liste                                               | Voti       | %     | Seggi |
| --------------------------------------------------- | ---------- | ----- | ----- |
| Partito Conservatore Progressista del Canada        | 6 278 818  | 50,03 | 211   |
| Partito Liberale del Canada                         | 3 516 486  | 28,02 | 40    |
| Nuovo Partito Democratico                           | 2 359 915  | 18,81 | 30    |
| Partito Rinoceronte                                 | 99 178     | 0,79  | –     |
| Partito Nazionalista del Quebec                     | 85 865     | 0,68  | –     |
| Confederazione dei Partiti delle Regioni del Canada | 65 655     | 0,52  | –     |
| Partito Verde del Canada                            | 26 921     | 0,21  | –     |
| Partito Libertariano del Canada                     | 23 514     | 0,19  | –     |
| Partito del Credito Sociale del Canada              | 16 659     | 0,13  | –     |
| Partito Comunista del Canada                        | 7 479      | 0,06  | –     |
| Partito per il Commonwealth del Canada              | 7 007      | 0,06  | –     |
| Indipendenti                                        | 22 067     | 0,18  | –     |
| Altri                                               | 39 298     | 0,31  | 1     |
| Totale                                              | 12 548 862 | 100   | 282   |